# Wadgaon Road
Wadgaon Road è una suddivisione dell'India, classificata come census town, di 30.786 abitanti, situata nel distretto di Yavatmal, nello stato federato del Maharashtra. In base al numero di abitanti la città rientra nella classe III (da 20.000 a 49.999 persone).

## Geografia fisica
La città è situata a 20° 23' 09 N e 78° 05' 56 E.

## Società

### Evoluzione demografica
Al censimento del 2001 la popolazione di Wadgaon Road assommava a 30.786 persone, delle quali 16.081 maschi e 14.705 femmine. I bambini di età inferiore o uguale ai sei anni assommavano a 3.295, dei quali 1.815 maschi e 1.480 femmine. Infine, coloro che erano in grado di saper almeno leggere e scrivere erano 24.987, dei quali 13.596 maschi e 11.391 femmine.